# Élections étatiques mexicaines de 2022
 (signalé en juillet 2025).
Si vous disposez d'ouvrages ou d'articles de référence ou si vous connaissez des sites web de qualité traitant du thème abordé ici, merci de compléter l'article en donnant les références utiles à sa vérifiabilité et en les liant à la section « Notes et références ».
- Archive Wikiwix
- Bing
- Cairn
- DuckDuckGo
- E. Universalis
- Gallica
- Google
- G. Books
- G. News
- G. Scholar
- Persée
- Qwant
- (zh) Baidu
- (ru) Yandex
- (wd) trouver des œuvres sur Wikidata

Les élections étatiques mexicaines de 2022 se déroulent le 5 juin 2022 et permettent le renouvellement du congrès étatique d'un État mexicain, tandis que six d'entre eux renouvellent leurs gouverneurs. 

## Résultats

### Gouverneurs
| États          | Gouverneur sortant              | Parti | Parti | Gouverneur élu                | Parti | Parti  |
| -------------- | ------------------------------- | ----- | ----- | ----------------------------- | ----- | ------ |
| Aguascalientes | Martín Orozco Sandoval          |       | PAN   | María Teresa Jiménez Esquivel |       | PAN    |
| Durango        | José Rosas Aispuro              |       | PAN   | Esteban Villegas Villarreal   |       | PRI    |
| Hidalgo        | Omar Fayad Meneses              |       | PRI   | Julio Menchaca Salazar        |       | MORENA |
| Oaxaca         | Alejandro Murat Hinojosa        |       | PRI   | Salomón Jara Cruz             |       | MORENA |
| Quintana Roo   | Carlos Joaquín González         |       | PRD   | Mara Lezama                   |       | MORENA |
| Tamaulipas     | Francisco García Cabeza de Vaca |       | PAN   | Américo Villarreal Anaya      |       | MORENA |

### Congrès locaux
| États        | Parti sortant | Parti sortant                               | Parti vainqueur | Parti vainqueur                                        |
| ------------ | ------------- | ------------------------------------------- | --------------- | ------------------------------------------------------ |
| Quintana Roo |               | Ensemble nous ferons l'Histoire (MORENA-PT) |                 | Ensemble, nous faisons l'histoire (MORENA-PT-PVEM-FxM) |